# Campionati europei di beach volley 2011
I Campionati europei di beach volley 2011 si sono svolti dal 9 al 14 agosto 2010 a Kristiansand in Norvegia.

## Podi
| Evento                      | Oro                                    | Argento                                 | Bronzo                                       |
| Torneo maschile (dettagli)  | Germania Julius Brink Jonas Reckermann | Germania Jonathan Erdmann Kay Matysik   | Paesi Bassi Reinder Nummerdor Richard Schuil |
| Torneo femminile (dettagli) | Italia Greta Cicolari Marta Menegatti  | Austria Barbara Hansel Sara Montagnolli | Germania Sara Goller Laura Ludwig            |

## Medagliere
| Posizione | Nazione     | Oro | Argento | Bronzo | Totale |
| --------- | ----------- | --- | ------- | ------ | ------ |
| 1         | Germania    | 1   | 1       | 1      | 3      |
| 2         | Italia      | 1   | 0       | 0      | 1      |
| 3         | Austria     | 0   | 1       | 0      | 1      |
| 4         | Paesi Bassi | 0   | 0       | 1      | 1      |
| Totale    | Totale      | 2   | 2       | 2      | 6      |